# Olympische Sommerspiele 2020/Leichtathletik – 4 × 100 m (Frauen)
Die 4-mal-100-Meter-Staffel der Frauen bei den Olympischen Spielen 2020 in Tokio wurde am 5. und 6. August 2021 im  Nationalstadion ausgetragen. 
Olympiasieger wurde das Team aus Jamaika in der Besetzung Briana Williams, Elaine Thompson-Herah (Finale), Shelly-Ann Fraser-Pryce (Finale) und Shericka Jackson sowie den im Vorlauf außerdem eingesetzten Natasha Morrison und Remona Burchell.
Silber gewannen die USA mit Javianne Oliver, Teahna Daniels, Jenna Prandini (Finale) und Gabrielle Thomas (Finale) sowie den im Vorlauf außerdem eingesetzten English Gardner und Aleia Hobbs.
Bronze ging an Großbritannien (Asha Philip, Imani Lansiquot, Dina Asher-Smith, Daryll Neita).
Auch die im Vorlauf für die Medaillengewinnerinnen eingesetzten Läuferinnen aus Jamaika und den Vereinigten Staaten erhielten entsprechendes Edelmetall. Der im Finale durch Jamaika aufgestellte Landesrekord stand dagegen nur den tatsächlich laufenden Athletinnen zu.
Die Auswahl aus der Schweiz verpasste mit Riccarda Dietsche, Ajla Del Ponte, Mujinga Kambundji und Salomé Kora auf dem vierten Platz knapp das Podium, die deutsche Mannschaft (Rebekka Haase, Alexandra Burghardt, Tatjana Pinto, Gina Lückenkemper) lag 0,04 s dahinter auf dem Rang fünf.

## Aktuelle Titelträgerinnen
| Olympiasiegerinnen                         | USA            | 41,01 s | Rio de Janeiro 2016 |
| Weltmeisterinnen                           | Jamaika        | 41,44 s | Doha 2019           |
| Europameisterinnen                         | Großbritannien | 41,88 s | Berlin 2018         |
| Nord-/Zentralamerika-/Karibik-Meisterinnen | USA            | 42,50 s | Toronto 2018        |
| Südamerikameisterinnen                     | Brasilien      | 44,70 s | Lima 2019           |
| Asienmeisterinnen                          | China          | 42,87 s | Doha 2019           |
| Afrikameisterinnen                         | Nigeria        | 43,77 s | Asaba 2018          |
| Ozeanienmeisterinnen                       | Australien     | 44,47 s | Townsville 2019     |

## Rekorde

### Bestehende Rekorde
| Weltrekord         | USA (Tianna Madison, Allyson Felix, Bianca Knight, Carmelita Jeter) | 40,82 s | Finale OS London, Großbritannien | 10. August 2012 |
| Olympischer Rekord | USA (Tianna Madison, Allyson Felix, Bianca Knight, Carmelita Jeter) | 40,82 s | Finale OS London, Großbritannien | 10. August 2012 |

Der bestehende olympische Rekord, gleichzeitig Weltrekord, wurde bei diesen Spielen nicht erreicht. Die schnellste Zeit erzielten die Olympiasiegerinnen aus Jamaika im Finale am 6. August mit 41,02 s. Damit verfehlten sie den Rekord um nur zwanzig Hundertstelsekunden.

### Rekordverbesserung
Es wurden fünf Landesrekorde aufgestellt:
- 41,55 s – Großbritannien (Asha Philip, Imani Lansiquot, Dina Asher-Smith, Daryll Neita), erster Vorlauf am 5. August
- 42,84 s – Italien (Irene Siragusa, Gloria Hopper, Anna Bongiorni, Vittoria Fontana), erster Vorlauf am 5. August
- 43,69 s – Ecuador (Marizol Landázuri, Anahí Suárez, Yuliana Angulo, Ángela Tenorio), erster Vorlauf am 5. August
- 43,51 s – Dänemark (Mathilde Kramer, Astrid Glenner-Frandsen, Emma Beiter Bomme, Ida Karstoft), zweiter Vorlauf am 5. August
- 41,02 s – Jamaika (Briana Williams, Elaine Thompson-Herah, Shelly-Ann Fraser-Pryce, Shericka Jackson), Finale am 6. August

## Vorläufe
Die Vorrunde wurde in zwei Läufen durchgeführt. Für das Finale qualifizierten sich pro Lauf die ersten drei Staffeln (hellblau unterlegt). Darüber hinaus kamen die beiden nachfolgend zeitschnellsten Teams, die sogenannten Lucky Loser (hellgrün unterlegt), weiter.

### Lauf 1
5. August, Start: 10:00 Uhr (3:00 Uhr MESZ)
| Platz | Nation         | Athletinnen                                                                           | Zeit (s) | Anmerkung |
| ----- | -------------- | ------------------------------------------------------------------------------------- | -------- | --------- |
| 1     | Großbritannien | Asha Philip Imani Lansiquot Dina Asher-Smith Daryll Neita                             | 41,55    | NR        |
| 2     | USA            | Javianne Oliver Teahna Daniels English Gardner (Vorlauf) Aleia Hobbs (Vorlauf)        | 41,90    | SB        |
| 3     | Jamaika        | Briana Williams Natasha Morrison (Vorlauf) Remona Burchell (Vorlauf) Shericka Jackson | 42,15    | SB        |
| 4     | Frankreich     | Carolle Zahi Orlann Ombissa-Dzangue Gémima Joseph Cynthia Leduc                       | 42,68    | SB        |
| 5     | Niederlande    | Nadine Visser Dafne Schippers Marije van Hunenstijn Naomi Sedney                      | 42,81    | SB        |
| 6     | Italien        | Irene Siragusa Gloria Hopper Anna Bongiorni Vittoria Fontana                          | 42,84    | NR        |
| 7     | Japan          | Hanae Aoyama Mei Kodama Ami Saito Remi Tsuruta                                        | 43,44    | SB        |
| 8     | Ecuador        | Marizol Landázuri Anahí Suárez Yuliana Angulo Ángela Tenorio                          | 43,69    | NR        |

### Lauf 2
5. August, Start: 10:09 Uhr (3:09 Uhr MESZ)
| Platz | Nation              | Athletinnen                                                            | Zeit (s) | Anmerkung |
| ----- | ------------------- | ---------------------------------------------------------------------- | -------- | --------- |
| 1     | Deutschland         | Rebekka Haase Alexandra Burghardt Tatjana Pinto Gina Lückenkemper      | 42,00    | SB        |
| 2     | Schweiz             | Riccarda Dietsche Ajla Del Ponte Mujinga Kambundji Salomé Kora         | 42,05    |           |
| 3     | China               | Liang Xiaojing Ge Manqi Huang Guifen Wei Yongli                        | 42,82    |           |
| 4     | Polen               | Marika Popowicz-Drapała Klaudia Adamek Paulina Paluch Pia Skrzyszowska | 43,09    | SB        |
| 5     | Brasilien           | Bruna Farias Ana Cláudia Silva Vitória Cristina Rosa Rosângela Santos  | 43,15    | SB        |
| 6     | Nigeria             | Tobi Amusan Nzubechi Grace Nwokocha Patience Okon George Ese Brume     | 43,25    |           |
| 7     | Dänemark            | Mathilde Kramer Astrid Glenner-Frandsen Emma Beiter Bomme Ida Karstoft | 43,51    | NR        |
| 8     | Trinidad und Tobago | Khalifa St. Fort Michelle-Lee Ahye Kai Selvon Kelly-Ann Baptiste       | 43,62    | SB        |

## Finale
6. August, Start: 22:30 Uhr (15:30 Uhr MESZ)
| Platz | Nation         | Athletinnen | Zeit (s) | Anmerkung |
| ----- | -------------- | --- | -------- | --------- |
| 1     | Jamaika        | Briana Williams Elaine Thompson-Herah (Finale) Shelly-Ann Fraser-Pryce (Finale) Shericka Jackson im Vorlauf außerdem: Natasha Morrison Remona Burchell | 41,02    | NR        |
| 2     | USA            | Javianne Oliver Teahna Daniels Jenna Prandini (Finale) Gabrielle Thomas (Finale) im Vorlauf außerdem: English Gardner Aleia Hobbs                      | 41,45    | SB        |
| 3     | Großbritannien | Asha Philip Imani Lansiquot Dina Asher-Smith Daryll Neita                                                                                              | 41,88    |           |
| 4     | Schweiz        | Riccarda Dietsche Ajla Del Ponte Mujinga Kambundji Salomé Kora                                                                                         | 42,08    |           |
| 5     | Deutschland    | Rebekka Haase Alexandra Burghardt Tatjana Pinto Gina Lückenkemper                                                                                      | 42,12    |           |
| 6     | China          | Liang Xiaojing Ge Manqi Huang Guifen Wei Yongli | 42,71    | SB        |
| 7     | Frankreich     | Carolle Zahi Orlann Ombissa-Dzangue Gémima Joseph Cynthia Leduc                                                                                        | 42,89    |           |
| DNF   | Niederlande    | Nadine Visser Dafne Schippers Marije van Hunenstijn Naomi Sedney                                                                                       |          |           |

Zum Finale gab es in zwei Teams Besetzungsänderungen:
- Jamaika: Elaine Thompson-Herah und Shelly-Ann Fraser-Pryce liefen anstelle von Natasha Morrison und Remona Burchell
- USA: Jenna Prandini und Gabrielle Thomas liefen anstelle von English Gardner und Aleia Hobbs

Als eindeutige Favoritinnen gingen die Jamaikanerinnen in diesen Wettkampf. Sie hatten im 100-Meter-Einzelrennen einen Dreifacherfolg erzielt und schienen im Duell mit den US-Amerikanerinnen, die 2012 und 2016 triumphiert hatten, diesmal eindeutig im Vorteil zu sein. Im Kampf um Bronze wurden Großbritannien die größten Chancen eingeräumt. Ihre stärksten Konkurrentinnen sollten am ehesten die Teams aus der Schweiz und aus Deutschland sein.
Mit einem starken Auftritt der neunzehnjährigen Startläuferin Briana Williams lag Jamaika auf Bahn acht beim ersten Wechsel knapp in Führung. Die Stabübergabe auf die 100-Meter-Einzelsiegerin Elaine Thompson-Herah klappte gut. Auch die zweitplatzierten US-Amerikanerinnen wechselten reibungslos, während die britische Startläuferin Asha Philip sich sehr strecken musste, um Imani Lansiquot noch zu erreichen.
Thompson-Herah lief gewohnt stark, sodass die 100-Meter-Silbermedaillengewinnerin Shelly-Ann Fraser-Pryce als Führende in die Kurve ging. Auch auf dem zweiten Platz änderte sich nichts, die US-Läuferin Teahna Daniels gab den Staffelstab weiter an Jenna Prandini. Auf Rang drei lagen vor dem letzten Wechsel die stark eingeschätzten Schweizerinnen knapp vor Deutschland und Großbritannien.
Die jamaikanische Schlussläuferin Shericka Jackson war nicht mehr zu gefährden und sicherte der Favoritenstaffel die erwartete Goldmedaille. Das Team verbesserte den Landesrekord um zwei Hundertstelsekunden auf 41,02 Sekunden. Gabrielle Thomas lief vier Zehntelsekunden dahinter für die USA als Zweite ins Ziel. Als vierte britische Läuferin zog Daryll Neita an der Deutschen Gina Lückenkemper und der Schweizerin Salomé Kora vorbei. So gab es Bronze für Großbritannien, das Quartett lag nur etwas mehr als vier Zehntelsekunden hinter den Vereinigten Staaten. Noch knapper waren die Abstände auf die beiden Ränge dahinter. Mit einem Rückstand von genau zwei Zehntelsekunden kam die Schweiz auf den vierten Platz, Deutschland belegte nur weitere vier Hundertstelsekunden zurück Rang fünf.
Jamaika gewann mit der drittschnellsten je gelaufenen Zeit olympisches Gold, das eine jamaikanische Sprintstaffel der Frauen zuletzt 2004 erobert hatte.

## Video
- Women's 4x100m Final, Tokyo Replays, youtube.com, abgerufen am 3. Juni 2022